# B.B.E.
B.B.E., auch BBE, ist ein italienisch-französisches Trance-Musikprojekt der drei Musikproduzenten Bruno Sanchioni, Bruno Quartier und Emmanuel Top. Die Anfangsbuchstaben ihrer Vornamen bilden den Bandnamen.

## Biografie
Der italienische DJ Bruno Sanchioni, auch bekannt durch das Trance-Projekt Age of Love, und seine französischen Kollegen Bruno Quartier und Emmanuel Top bildeten 1996 in Frankreich ein Instrumental-Trio, das sich am Sound Robert Miles’ orientierte.
Im gleichen Jahr entstand die Debütsingle Seven Days and One Week, die sich europaweit in den Clubs zu einem der bekanntesten Trance-Tracks der 1990er Jahre entwickelte. Zunächst war das Lied vor allem in den Discos der Balearen gefragt, stieg aber im Spätsommer auch in die europäischen Hitparaden, z. B. in die Top 10 in Deutschland, Österreich, der Schweiz, England und Frankreich. In Deutschland wurde die Single mit einer Goldenen Schallplatte ausgezeichnet.
Quartier stieg nach der ersten Single aus dem Projekt aus. Sanchioni und Top produzierten weiter und erreichten Anfang 1997 mit dem Nachfolgehit Flash die Top 10 der britischen sowie die Top 20 der deutschen, österreichischen und französischen Singlecharts. Weitere Top-20-Erfolge gab es 1997/98 in England mit Desire und Deeper Love. 1998 erschien das Album Games, das lediglich in Großbritannien einen Hitparadenplatz erklomm.

## Diskografie

### Alben
| Jahr | Titel | Höchstplatzierung, Gesamtwochen, AuszeichnungChartsChartplatzierungen (Jahr, Titel, Platzierungen, Wochen, Auszeichnungen, Anmerkungen) | Anmerkungen |
| Jahr | Titel | UK | Anmerkungen |
| ---- | ----- | --- | ----------- |
| 1998 | Games | UK60 (2 Wo.)UK |             |

Weitere Alben
- 1996: Seven Days & One Week Compilation (Kompilation)
- 1997: Early Works (als Bruno Sanchioni, Bruno Quartier und Emmanuel Top)[3]

### Singles
| Jahr | Titel Album                            | Höchstplatzierung, Gesamtwochen, AuszeichnungChartplatzierungen (Jahr, Titel, Album, Platzierungen, Wochen, Auszeichnungen, Anmerkungen) | Höchstplatzierung, Gesamtwochen, AuszeichnungChartplatzierungen (Jahr, Titel, Album, Platzierungen, Wochen, Auszeichnungen, Anmerkungen) | Höchstplatzierung, Gesamtwochen, AuszeichnungChartplatzierungen (Jahr, Titel, Album, Platzierungen, Wochen, Auszeichnungen, Anmerkungen) | Höchstplatzierung, Gesamtwochen, AuszeichnungChartplatzierungen (Jahr, Titel, Album, Platzierungen, Wochen, Auszeichnungen, Anmerkungen) | Höchstplatzierung, Gesamtwochen, AuszeichnungChartplatzierungen (Jahr, Titel, Album, Platzierungen, Wochen, Auszeichnungen, Anmerkungen) | Anmerkungen |
| Jahr | Titel Album                            | DE | AT | CH | UK | FR | Anmerkungen |
| ---- | -------------------------------------- | --- | --- | --- | --- | --- | ----------- |
| 1996 | Seven Days and One Week Games          | DE3 Gold · (20 Wo.)DE | AT8 (12 Wo.)AT | CH8 (16 Wo.)CH | UK3 Silber · (16 Wo.)UK | FR6 Silber · (21 Wo.)FR |             |
| 1997 | Flash Games                            | DE11 (10 Wo.)DE | AT18 (7 Wo.)AT | CH21 (10 Wo.)CH | UK5 (7 Wo.)UK | FR12 (9 Wo.)FR |             |
| 1997 | Desire Games                           | DE71 (1 Wo.)DE | — | — | UK19 (3 Wo.)UK | — |             |
| 1998 | Deeper Love (Symphonic Paradise) Games | — | — | — | UK19 (5 Wo.)UK | FR61 (7 Wo.)FR |             |

Weitere Singles
- 1997: Load and Save (BBE presents Enter)
- 1997: Revision [EP]
- 1998: Games
- 1998: Deeper Love (Nalin & Kane Remix) (vs. Nalin & Kane) B.B
- 1999: Hold On for 7 Days (Lisa Stansfield vs. BBE)
- 2000: Seven Days and Four Years (Part 1)
- 2001: Orion (vs. Emmanuel Top) [EP]
- 2002: Free
- 2002: Hollywood
- 2003: Nightmare / Seven Days and One Week (Brainburg / BBE) [Vinyl Split-Single]
- 2005: Are Am Eye / Seven Days And One Week (Commander Tom / BBE) [12'' Vinyl Split-Single]
- 2009: 7 Days and One Week (BBE feat. Zoe Xenia)

## Auszeichnungen für Musikverkäufe
| Goldene Schallplatte - Belgien - 1996: für die Single Seven Days and One Week |

Anmerkung: Auszeichnungen in Ländern aus den Charttabellen bzw. Chartboxen sind in ebendiesen zu finden.
| Land/RegionAuszeichnungen für Musikverkäufe (Land/Region, Auszeichnungen, Verkäufe, Quellen) | Silber     | Gold     | Platin | Verkäufe | Quellen           |
| -------------------------------------------------------------------------------------------- | ---------- | -------- | ------ | -------- | ----------------- |
| Deutschland (BVMI)                                                                           | —          | Gold1    | —      | 200.000  | musikindustrie.de |
| Frankreich (SNEP)                                                                            | Silber1    | —        | —      | 125.000  | infodisc.fr       |
| Belgien (BRMA)                                                                               | —          | Gold1    | —      | 25.000   | ultratop.be       |
| Vereinigtes Königreich (BPI)                                                                 | Silber1    | —        | —      | 200.000  | bpi.co.uk         |
| Insgesamt                                                                                    | 2× Silber2 | 2× Gold2 | —      |          |                   |